# Parque Vucetich
El Parque Vucetich es un parque de la ciudad de La Plata, capital de la provincia de Buenos Aires, Argentina. Está situado entre las calles 50, 54, 23 y 27.

## Historia
El primer uso que tuvo este parque fue de taller de "Las Clementinas", unas locomotoras traídas desde Uruguay el 20 de octubre de 1901. Inaugurado el 30 de septiembre de 1902 bajo el nombre de "Tramway municipal a vapor", este transporte tenía la función de comunicar a La Plata con la localidad de Abasto, ya que en dicho lugar había poblaciones cercanas al Hospital Melchor Romero y los mataderos. En 1918, este ferrocarril de trocha media fue reemplazado por el "Servicio Municipal de Auto Riel", que partía desde 23 y 51.
Entre 1906 y 1907 se instalaron allí pozos de agua para abastecer a la ciudad. Para 1910 se construyó una usina junto a un par de edificios más y un tanque alemán que se trajo desarmado para colocarse en este sitio.
Su primer nombre fue "Parque San Martín", el cual deja de usarse en 1917 cuando se lo renombra como "Bartolomé Mitre" para no crear confusiones con la plaza del mismo nombre, que había tomado esa denominación pocos años antes. Desde el año 1926 lleva el nombre Parque Juan Vucetich, en honor al antropómetra argentino autor del sistema de identificación dactiloscópica, quien residió gran parte de su vida en la ciudad de La Plata y falleció en 1925.
Durante la década de 1940, se cedió parte de su superficie para el uso del Regimiento 7 de Infantería por tres años y medio, por ello pasó a ser conocido como "Plaza de Armas". A cambio de este uso, dicha unidad militar se comprometió a instalar un gimnasio y pistas de atletismo para ser usadas por el público en general. Este espacio funcionó allí hasta la década de 1960.
El 1 de marzo de 1944 se inaugura en el predio del parque un espacio de contención para niños, que unos años más tarde se convertiría en el primer Jardín de Infantes de la Provincia de Buenos Aires: el N°903 "General San Martín". La institución era sostenido por la Universidad Popular "Alejandro Korn". Más tarde dicho jardín sería mudado a un nuevo edificio, en el cual sigue funcionando hasta la actualidad.

## Confusión sobre su nombre
El primer nombre que tuvo este espacio verde fue Parque General San Martín, según la ordenanza municipal sancionada el 24 de septiembre de 1901.
En 1914 la antigua Plaza Primera Junta (conformada por las calles 6, 7, 50 y 54) toma el nombre de Plaza San Martín. Para que en el casco urbano de La Plata no existieran dos espacios verdes con la misma denominación, el 12 de abril de 1917 se sanciona una ordenanza municipal que renombra al Parque General San Martín como Parque Bartolomé Mitre.
Su último cambio de denominación fue el 16 de abril de 1926, cuando por medio de la ordenanza municipal Nº13 se reemplazó el nombre de Parque Bartolomé Mitre por el de Parque Juan Vucetich, quien había fallecido un año atrás.
En 2022 se presentó un proyecto de ordenanza municipal para rebautizar al parque con su primera denominación, y de esa manera tener dos espacios verdes con el mismo nombre dentro del "casco urbano".